# The Birds
Ne doit pas être confondu avec The Byrds.
Pour les articles homonymes, voir Birds et Les Oiseaux.

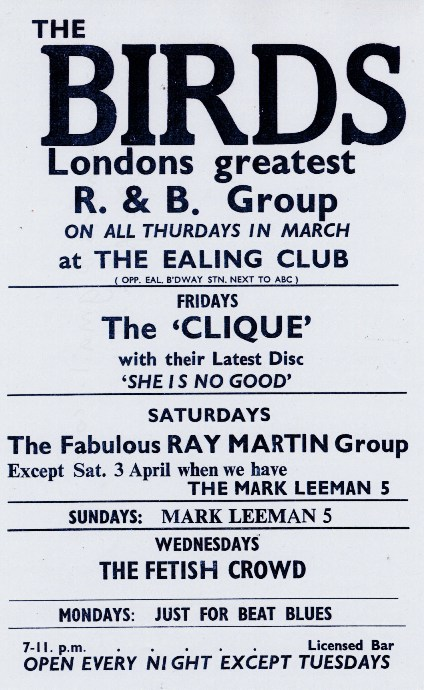
Affiche promouvant les Birds, en représentation au Ealing Club

The Birds est un groupe britannique de rock/rhythm and blues formé à Londres en 1964 et dissous en 1966.
Durant leur brève carrière, les Birds ne publient que quatre singles et aucun album. Ils sont surtout connus pour la confusion entraînée par leur nom avec le groupe américain The Byrds. Le groupe enregistre une poignée d'autres titres, dont une reprise de La Poupée qui fait non de Michel Polnareff. La compilation The Collector's Guide to Rare British Birds, parue en 2005 chez Deram, contient 18 titres des Birds (studio, live, répétitions).
Après la séparation du groupe, le guitariste Ron Wood rejoint le Jeff Beck Group, puis les Faces, et enfin les Rolling Stones. Le bassiste Kim Gardner rejoint quant à lui The Creation.

## Membres
- Ron Wood : guitare, harmonica, chant
- Kim Gardner : basse
- Pete McDaniels : batterie
- Tony Munroe : guitare, chant
- Ali McKenzie : chanteur principal

## Discographie
- Singles :
  - novembre 1964 : You're on My Mind / You Don't Love Me (Decca)
  - avril 1965 : Leaving Here / Next in Line (Decca) – no 45 au Royaume-Uni
  - octobre 1965 : No Good Without You Baby / How Can It Be? (Decca)
  - septembre 1966 : Say Those Magic Words / Daddy Daddy (Reaction)

- EP :
  - 1966 : No Good Without You Baby (Decca). Uniquement paru en France, il reprend les deuxième et troisième singles du groupe.